# Clypastraea angusticolle
Clypastraea angusticolle är en skalbaggsart som först beskrevs av Scott 1908.  Clypastraea angusticolle ingår i släktet Clypastraea och familjen punktbaggar. Inga underarter finns listade i Catalogue of Life.